# Арлекин (театр, Омск)
Омский государственный театр куклы, актёра, маски «Арлекин» — один из старейших детских театров России, ведущий свою историю с апреля 1936 года. В репертуаре театра многочисленные постановки для зрителей разного возраста, начиная с двух лет. Спектакли театра отмечены различными призами на российских и международных фестивалях, в том числе престижной премией «Золотая маска».
В театре есть зимний сад, фонтан, музей кукол с экспонатами из разных регионов России. По убеждению проектировщиков, это лучший по техническому оснащению детский театр России на 2005 год. С 2012 года проводится международный фестиваль «В гостях у „Арлекина“», в котором участвуют коллективы из разных стран, включая Канаду, Китай, Индию и Японию. Этот фестиваль входит в десятку крупнейших кукольных фестивалей мира.

## История
История театра начинается с весны 1936 года, когда энтузиасты под открытым небом сыграли первый кукольный спектакль «Каштанка». Как такового театра ещё не существовало, репетиции проходили в подвальных мастерских Омского драмтеатра.
К 1939 году репертуар театра насчитывал около десяти спектаклей.
В годы войны театр ставил спектакль «Золотой петушок», который восторженно принимался критикой. В. Емчинов в соавторстве с художником Омского драмтеатра Н. Меньшутиным создали яркую сценографию и костюмы. Режиссёр М. Иловайский использовал музыкальные способности актёров.
В августе 1947 года в театре начала работу художник-бутафор Л. Федорович, которая создала большое количество кукол, макетов декораций и бутафорских вещей для нескольких десятков спектаклей. Современники утверждали, что изготовленные ею цветы, грибы, хлеб, фрукты были настолько реалистичны, что сложно отличимы от настоящих. В театре кукол она проработала более тридцати лет, создав за это время около трёх тысяч предметов.
После переезда театра в новое здание возможности для постановок и организации среды для зрителя значительно расширились.
В 1960-х годах взрослая публика приходила в театр на спектакль «Чёртова мельница».
1970-е годы в жизни театра отличает стремление к новаторству и синтетический подход. В репертуаре появилось больше спектаклей с тростевыми куклами. Актёры осваивали планшетную технику; первый спектакль с планшетными куклами «Волк в сапогах» был поставлен в 1972 году.
В 1980-х годах взрослый зритель посещал спектакли «До третьих петухов» и «Месс-Менд».
В 1990-х годах театр ставил для взрослого зрителя спектакли «Синяя Борода» и «Еврейское счастье».
В 2000 году был поставлен спектакль «Первая сказка детства», удостоенный Гран-при I Регионального фестиваля театров кукол Сибири «Театр кукол на пороге в XIX век» в г. Барнауле «За тонкое прикосновение к поэтическому миру сновидений и мифов и философскую глубину». В 2002 году на фестивале в Новокузнецке спектакль «Аленький цветочек» собрал семь наград, включая Гран-при. Также на протяжении 2000-х ставились спектакли «Оболганные и забытые» и «Ромео и Джульетта» для взрослых зрителей.
В 2010-х годах взрослые постановки в театре включают в себя три спектакля по произведениям Н. В. Гоголя, два — по произведениям Шекспира, а также «Недорослю» Фонвизина, визуальный спектакль «Мимолётности».
«Арлекин» в 2016 году оказался единственным омским театром, в котором посещаемость за прошлый год увеличилась.

## Устройство театра

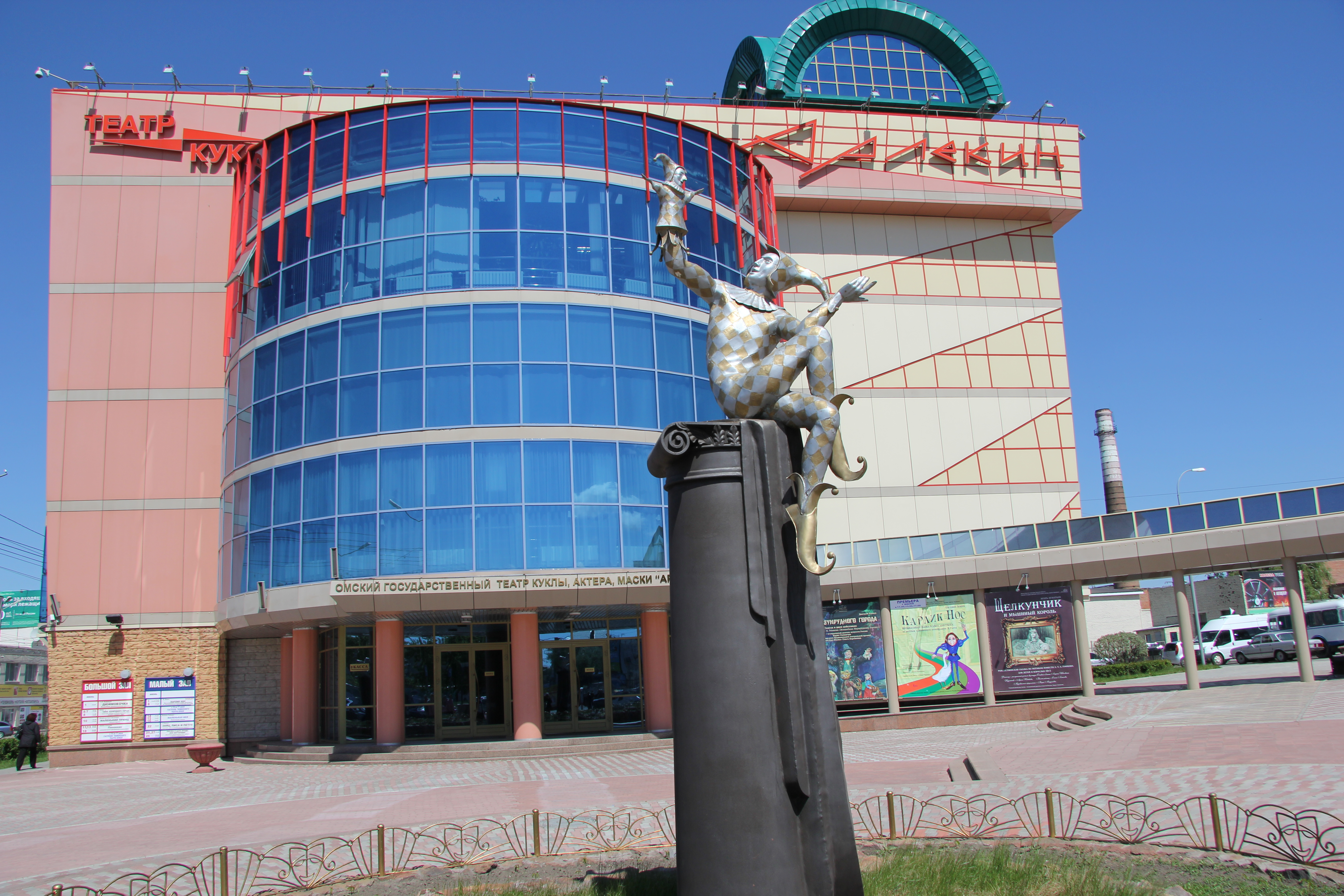
Символ «Арлекина» на фоне здания

Массивные входные двери, украшенные искусной резьбой по дереву были символом театра на пр. Маркса, 10. Два Арлекина, склонившись в изящном поклоне, встречали зрителей, словно распахивая ажурный занавес, на котором были вырезаны сказочные дворцы и деревья (Фотография входа украшает юбилейный буклет к 65-летию театра).
Затем перед входом появился огромный трон из чёрного металла. Художник театра Ольга Верёвкина увидела изображение этого трона на рисунке художника Нормана Катеринэ в первом номере журнала «Кукарт». Родилась идея изготовить скульптуру и подарить её театру. Конструкцию изготовили в мастерских Омского ТЮЗа. В 2007 году скульптура «переехала» вслед за театром в новое здание и теперь располагается во внутреннем дворике.
В июне 2009 года на площади у театра кукол была открыта скульптура сидящего на колонне Арлекина, который держит в руках перчаточную куклу Петрушку. Этот своеобразный символ театра выполнен из листовой нержавеющей стали и латуни. Общая высота композиции 3 м 20 см. Автором работы стал скульптор Сергей Козач.
В музее театра собрана большая коллекция театральных кукол.
Зал для самых маленьких — ноу-хау омского театра кукол, там проводятся спектакли для детей от двух лет. Концепция зала придумана заслуженным артистом России Эдуардом Семёновичем Ураковым.

## Фотогалерея

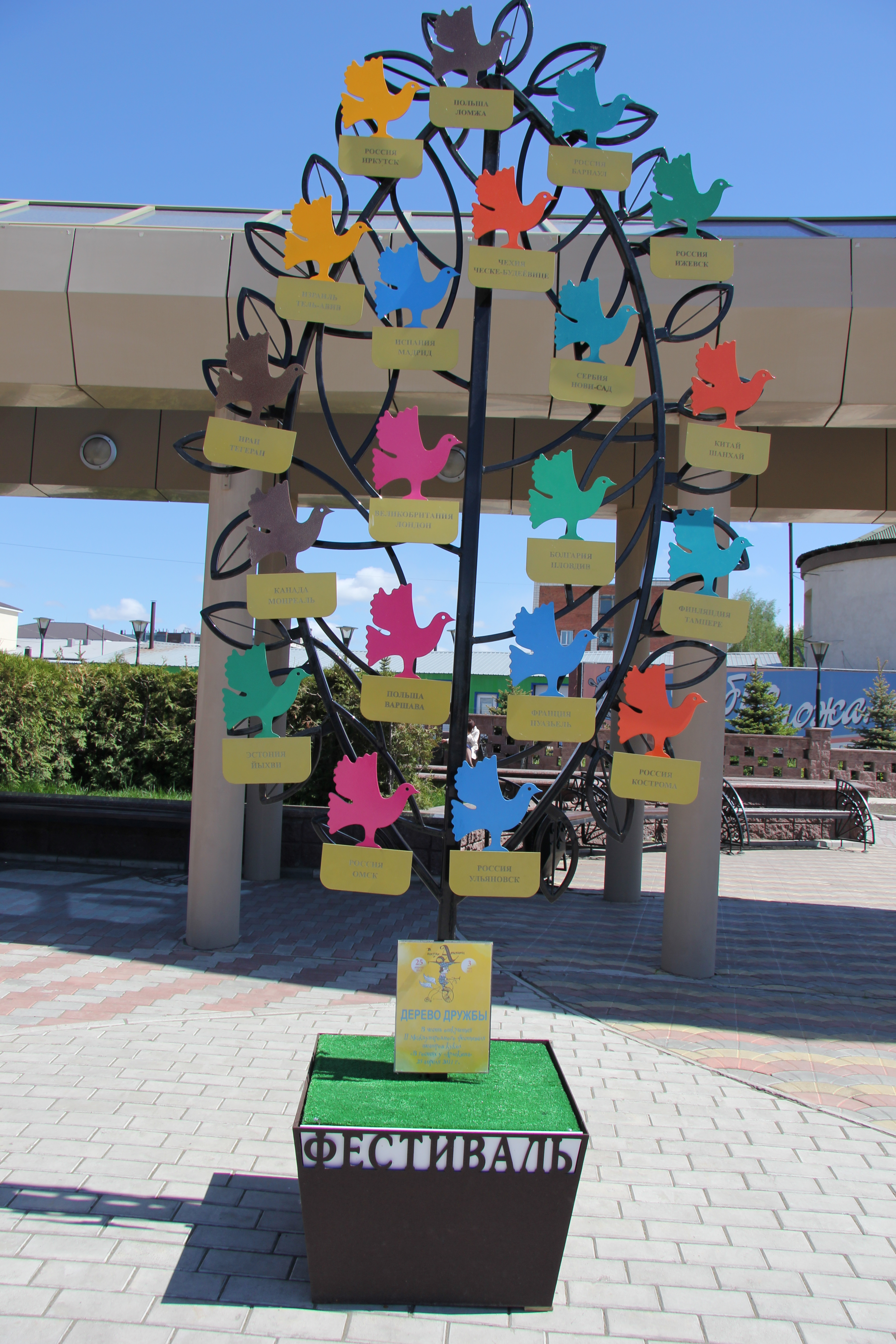
Дерево Дружбы, установленное на площади перед театром
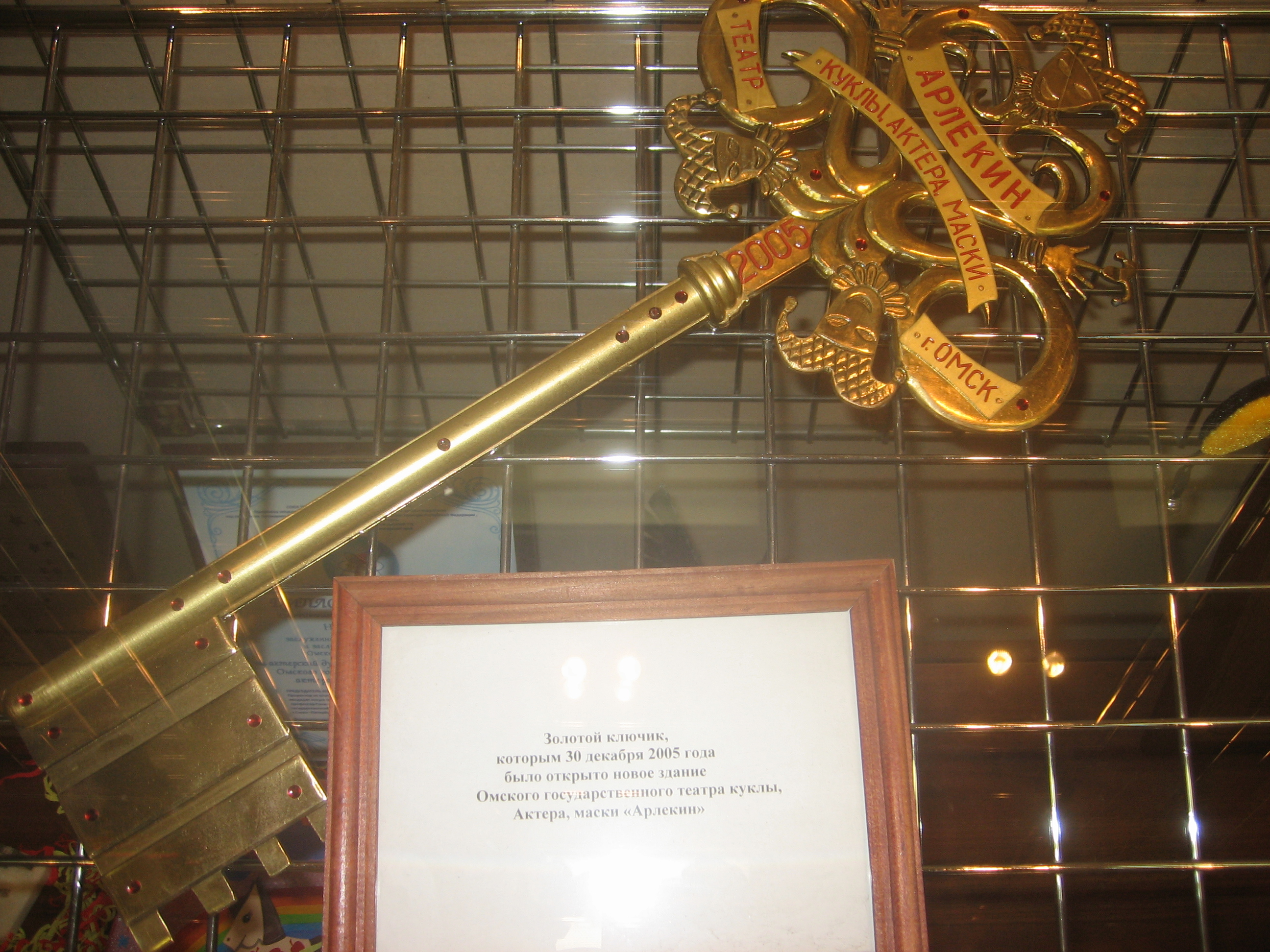
Золотой ключик, которым 30 декабря 2005 года было открыто новое здание театра
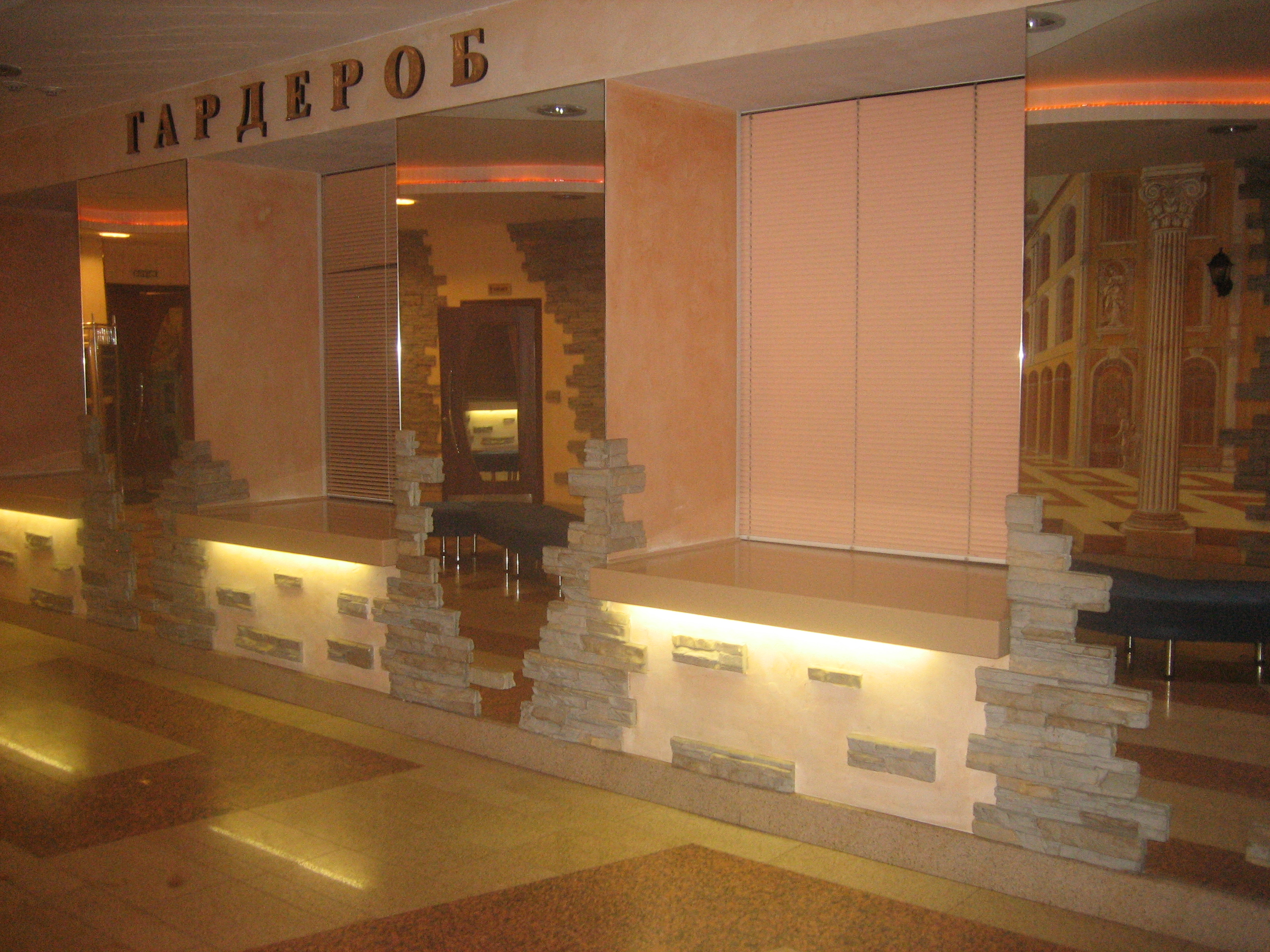
Интерьер гардероба
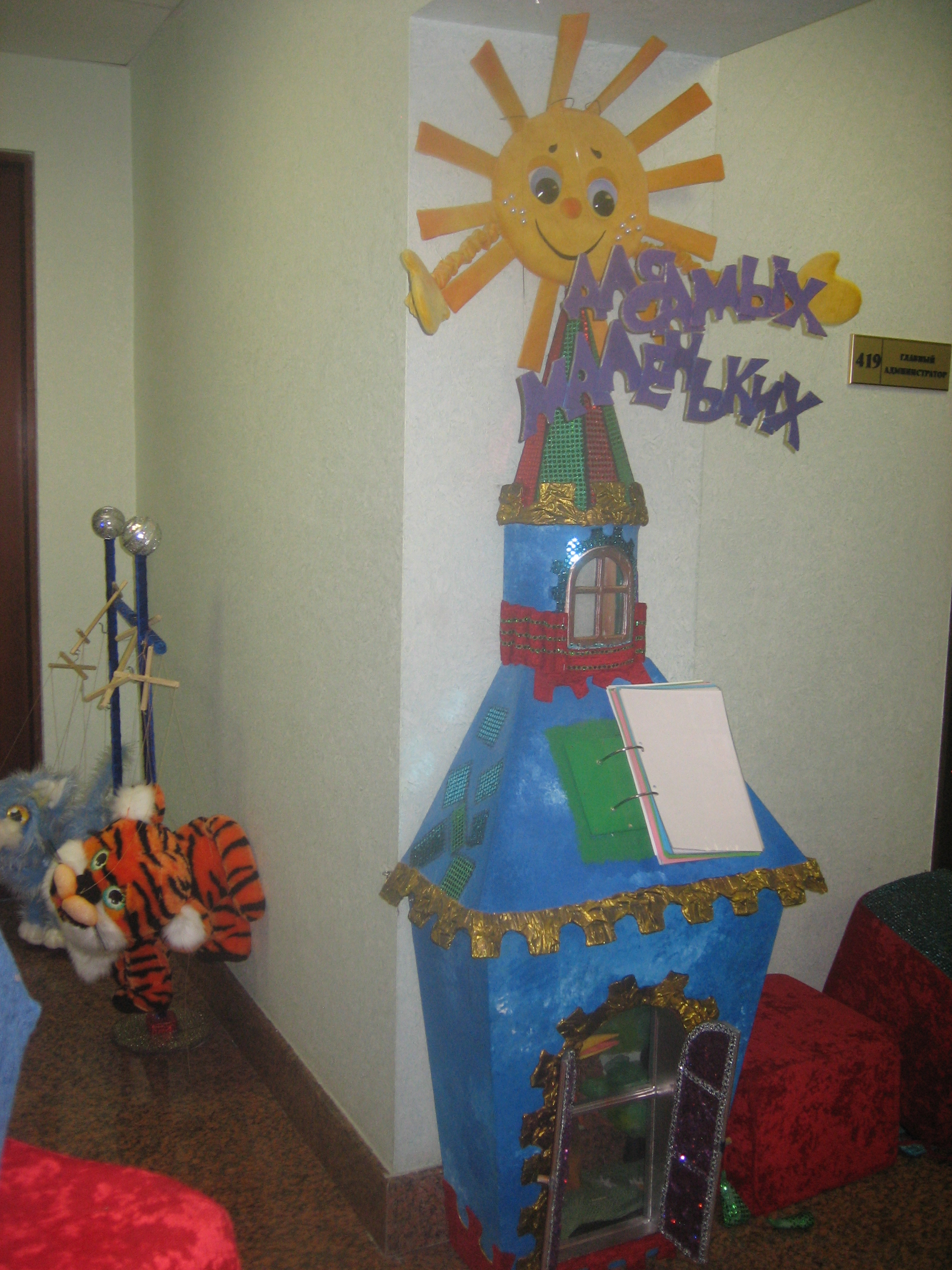
Зал для самых маленьких
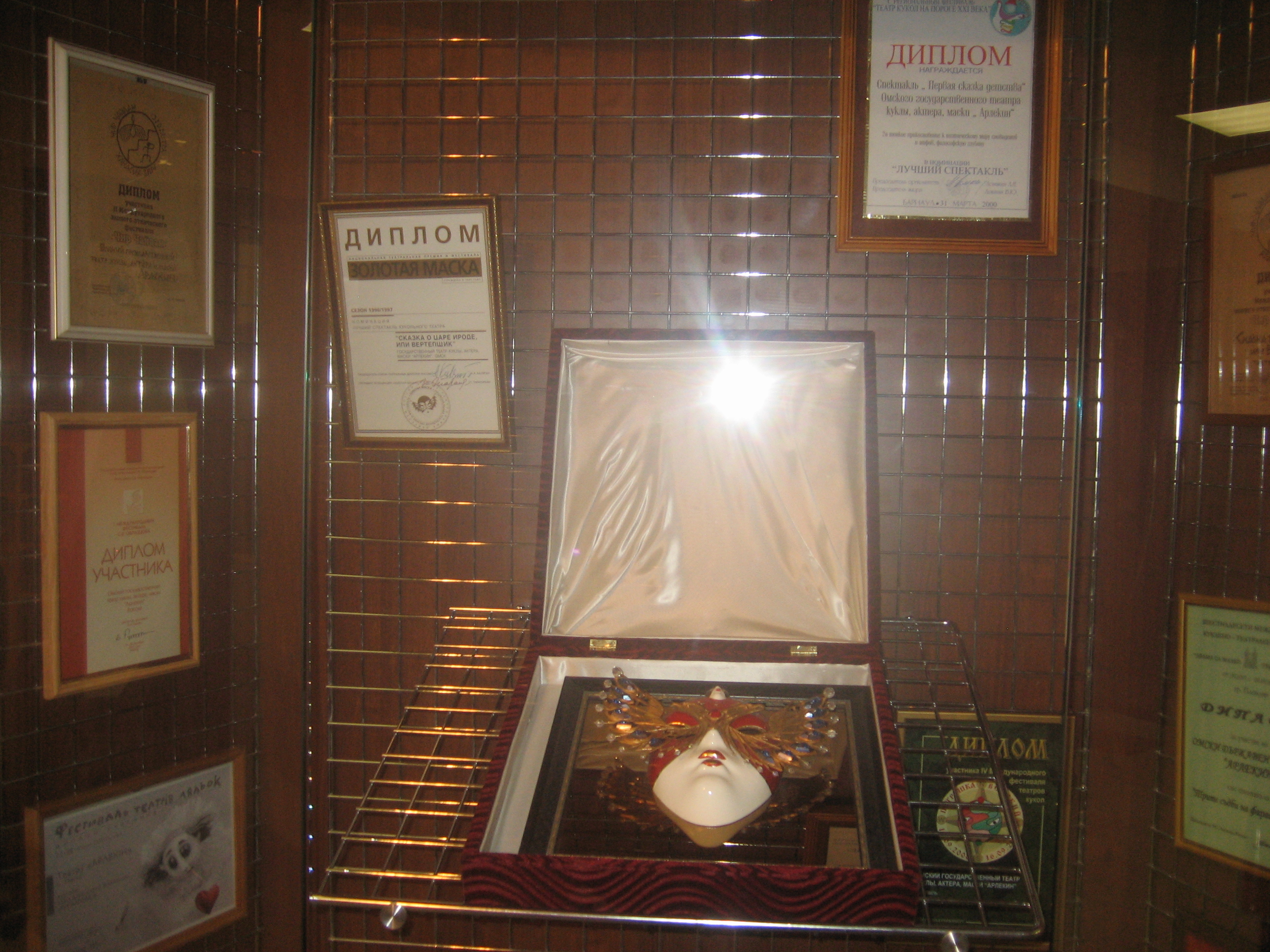
Награды театра
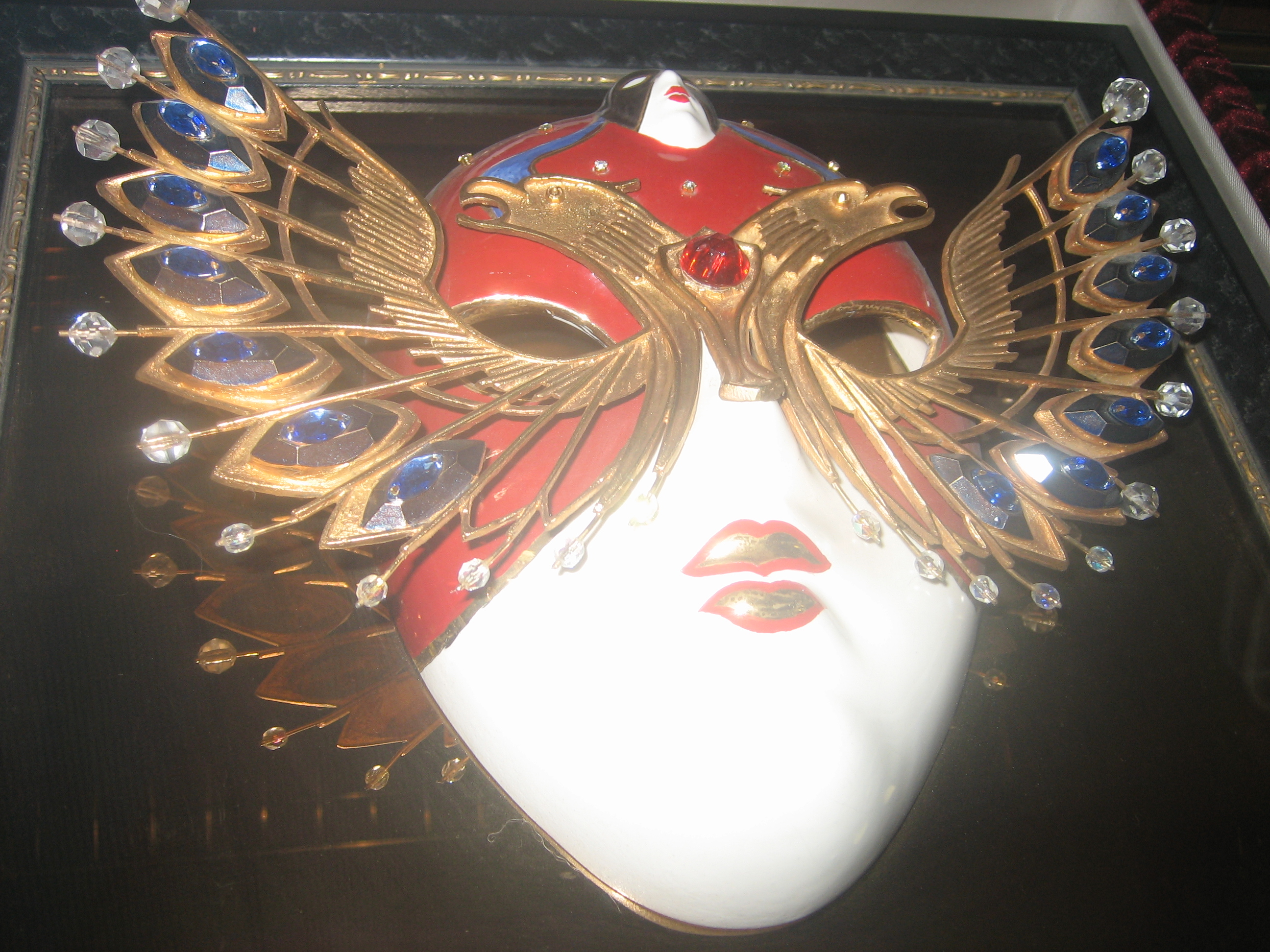
Золотая маска омского театра кукол «Арлекин»

## Театр «Арлекин» в культуре
В октябре 2008 года Почта России выпустила партию конвертов с изображением нового здания театра «Арлекин». В рамках празднования Недели письма было создано 500 тысяч конвертов для Омской почты.